# Atikamekská Wikipedie
Atikamekská Wikipedie (atikameksky Atikamekw Wikipetcia) je jazyková verze Wikipedie v atikamekštině. V lednu 2022 obsahovala přes 1 800 článků a pracovalo pro ni 5 správců. Registrováno bylo přes 3 300 uživatelů, z nichž bylo 14 aktivních. V počtu článků byla 245. největší Wikipedie.